# Tušek
Tušek je priimek več znanih Slovencev:
- Dušan Tušek, inž. ...
- Ivan Tušek (1835—1877), pedagog, naravoslovec, pisatelj, prevajalec
- Ivan Tušek (*1941), arheolog, konservator
- Jaka Tušek, strojnik, strokovnjak za hlajenje
- Janez Tušek (*1952), strojnik, univ. prof., podjetnik, strokovnjak za lasersko tehniko, (politični) publicist
- Janez Anton Tušek (1725—1798), slikar
- Kerubin Tušek (1876—1943), frančiškan, gvardijan; mučenec
- Ksenija Tušek Bunc, zdravnica, prof.
- Marija Lubšina Tušek, arheologinja
- Marko Tušek (*1964), slikar, večmedijski umetnik
- Marko Tušek (*1975), košarkar
- Mihael Tušek (1803—1843), zdravnik, potopisec in prevajalec
- Mirko Tušek (1918—2007), pravnik, strokovnjak za javno upravo, publ.
- Petra Lesjak Tušek (*1975), novinarka, urednica, predsednica Društva novinarjev Slovenije (DNS)
- Stanko Tušek (*1939), slikar, kipar
- Urban Tušek [+ 1729], glasbenik instrumentalist, pevec in zborovodja v lj.stolnici
- Vinko Tušek (1936—2011), kipar, slikar in grafik